# Corcelle (ruisseau)
La Corcelle est un ruisseau qui coule dans les départements du Doubs et de Haute-Saône. C'est un affluent de l'Ognon en rive gauche, donc un sous-affluent du Rhône par la Saône.

## Géographie
De 9,2 km de longueur, la Corcelle prend sa source sur la commune de Champoux à 322 m d'altitude et s’écoule en direction de l'est traversant la commune de Chaudefontaine puis elle s'oriente progressivement au nord en entrant dans Corcelle-Mieslot et elle va rejoindre l'Ognon au niveau de Rigney.

### Communes traversées
La Corcelle traverse quatre communes situées dans le département du Doubs : Champoux, Marchaux-Chaudefontaine, Corcelle-Mieslot, Rigney et une commune dans le département de la Haute-Saône : Vandelans.

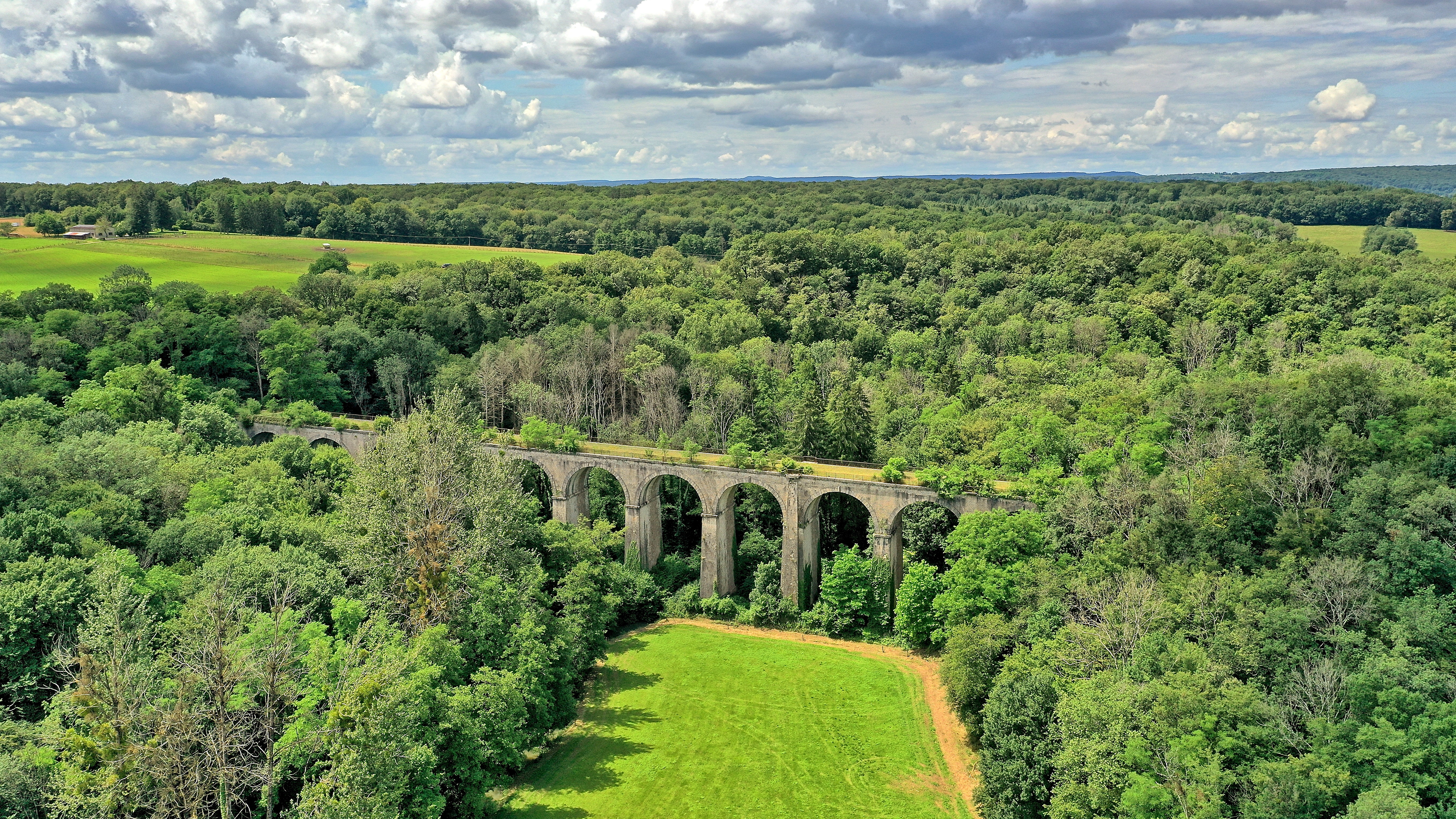
Le viaduc de l'ancienne ligne Besançon-Vesoul traversant la vallée de la Corcelle.

### Bassin versant
La Corcelle traverse une zone hydrographique « L'Ognon de la Linotte au ruisseau de la Baume inclus » (U105).

## Affluents
La Corcelle n'a pas d'affluent référencé dans la base SANDRE.

### Rang de Strahler
Le rang de Strahler de la Corcelle est donc de un.

## Hydrologie
La Corcelle présente des fluctuations saisonnières de débit assez marquées. Son régime hydrologique est dit pluvial.